# Hossein Hamadani
Hossein Hamadani (en persan حسین همدانی), né le 1er janvier 1955 à Hamadan et mort le 7 octobre 2015 près d'Alep, est un général iranien.

## Biographie
En 1979, il affronte les rebelles kurdes puis il prend part à la guerre Iran-Irak.
En 2009 et 2010, il réprime les manifestations de l'opposition iranienne contestant la réélection de Mahmoud Ahmadinejad.
Il est envoyé en Syrie pendant la guerre civile qui déchire le pays et participe à la formation des milices chiites pour soutenir le régime. 
Le 7 octobre 2015, il est tué près d'Alep,,. Les circonstances de sa mort ne sont pas connues avec certitude : selon les Gardiens de la révolution, le général Hamadani est tué dans un affrontement contre l'État islamique ; des médias iraniens évoquent au contraire un accident de voiture.